# Odontosiro lusitanicus
Odontosiro lusitanicus is een hooiwagen uit de familie Sironidae.